# Bisdom Mbaïki

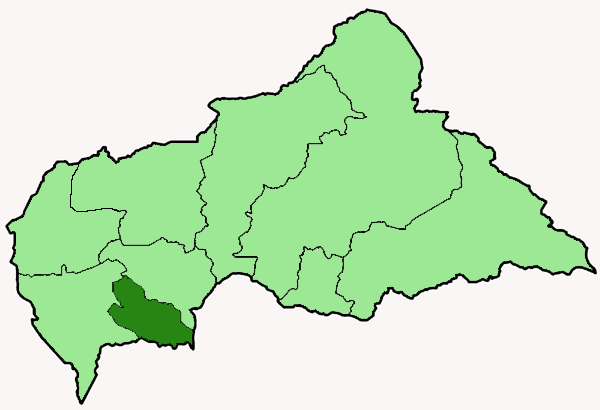
Het bisdom Mbaïki binnen de Centraal-Afrikaanse Republiek

Het bisdom Mbaïki (Latijn: Dioecesis Mbaikiensis) is een van de negen rooms-katholieke bisdommen van de Centraal-Afrikaanse kerkprovincie en is suffragaan aan het aartsbisdom Bangui. De huidige bisschop van Mbaïki is Guerrino Perin.

## Geschiedenis
- 10 juni 1995: Oprichting als bisdom Mbaïki uit een deel van het aartsbisdom Bangui

## Speciale kerken
De kathedraal van het bisdom Mbaïki is de Cathédrale Sainte Jeanne d’Arc in Mbaïki.

## Leiderschap
- Bisschop van Mbaïki
  - Bisschop Guerrino Perin (sinds 10 juni 1995)